# Гідратація скла (метод датування)
Гідратація скла — один з допоміжних методів датування (абсолютного або відносного) геологічних об'єктів і археологічних артефактів. Може застосовуватися до предметів, виготовлених з природного вулканічного (обсидіан) або штучного скла. Метод базується на тому, що поверхня скла абсорбує воду з атмосфери з поступовим утворенням кірки гідратації. Вміст води у склі складає 0,2% за масою.
Новоутворена поверхня скла (наприклад, отримана при виготовленні обсидіанового ножа), поступово поглинаючи воду з атмосфери, може досягнути вмісту води 3,5% (це гранична величина, далі настає насичення). Для вимірювання вмісту води з поверхневого шару вирізається тонка пластинка (завтовшки менше ніж 50 мкм). Безпосереднє вимірювання проводиться з допомогою визначення густини пластинки, інфрачервоної спектроскопії, або ядерного резонансу.
1948 року метод запропонували Ірвінг Фрідман та Роберт Сміт.

## Обмеження методу
- Швидкість абсорбції води залежить від температури, вологості і хімічного складу обсидіану. Тому для кожного місця, де проводяться розкопки, метод повинен бути відкалібрований заново за іншими методиками датування (наприклад, з допомогою радіовуглецевого методу, дендрохронології, термолюмінесцентного датування і т. д.). При відсутності такого калібрування можливе лише відносне датування взірців.
- Повторне або тривале використовування виробу може призвести як до завищення, так і до заниження його віку.